# Казе Поци (Ређо Емилија)
Казе Поци је насеље у Италији у округу Ређо Емилија, региону Емилија-Ромања.
Према процени из 2011. у насељу је живело 153 становника. Насеље се налази на надморској висини од 73 м.